# Lathromeris argentina
Lathromeris argentina är en stekelart som beskrevs av De Santis 1957. Lathromeris argentina ingår i släktet Lathromeris och familjen hårstrimsteklar.
Artens utbredningsområde är Uruguay. Inga underarter finns listade i Catalogue of Life.